# Deportation
Deportation (lateinisch deportatio von deportare „wegbringen“, „fortschaffen“) bedeutet die Verschickung, Verschleppung oder Verbannung von Straftätern, politischen Gegnern oder ganzen Volksgruppen mit staatlicher Gewalt in weit entlegene Gebiete zu langjährigem oder lebenslangem Zwangsaufenthalt.
Der Begriff „Zwangsmigration“ (vgl. Migration), der auch die Vertreibung einschließt, setzte sich in den 1980er Jahren durch, da er auf unterschiedliche Typen von Bevölkerungsverschiebungen im 20. Jahrhundert anwendbar war und die massive Gewalt als deren Hauptursache einbezog, ohne die Unterschiede zwischen den verschiedenen Kategorien erzwungener Bevölkerungsbewegungen zu verwischen.
Deportationen sind mit Teil- oder Totalverlusten von gesetzlichen Rechten und des immobilen und mobilen Eigentums der Deportierten verbunden.
In Abgrenzung zum Begriff Deportation steht die Definition des Zwangsexils, das meist auf Einschränkungen der freien Entfaltung des Individuums am ursprünglichen Aufenthaltsort beruht. Am neu gewählten Zielort finden keine Beschneidungen und Sanktionen der persönlichen Freiheit durch den für das Exil verantwortlichen Staat statt.
Rechtlichen Schutz gegen Deportationen bietet in Friedenszeiten die UN-Menschenrechtscharta (Artikel 9 und 12), in Kriegszeiten der Artikel 49 des Genfer Abkommens vom 12. August 1949. Wenn die Deportation mit Zwangsarbeit verbunden ist, verstößt sie gegen Art. 4 der Europäischen Menschenrechtskonvention (EMRK).
Deportationen werden als Verbrechen gegen die Menschlichkeit (in Friedenszeiten) oder als Kriegsverbrechen vom Internationalen Strafgerichtshof in Den Haag verfolgt.
Im Gegensatz zur Deportation ist die Abschiebung auf gesetzlicher Grundlage eine legale staatliche Zwangsmaßnahme.

## Deportation von Einzelpersonen

### Deportationen von Strafgefangenen

Karte des Gulag-Systems

Die Deportation von Strafgefangenen in Strafkolonien, wo sie sich mehr oder weniger frei bewegen konnten, hat eine lange Geschichte. In der Neuzeit wurde sie in größerem Umfang von folgenden Staaten angewendet:
von Großbritannien nach Australien, in Russland nach Sibirien, in der Sowjetunion mit Straflagern (Gulag) im ganzen Land, von Frankreich nach Französisch-Guyana und von Norditalien in die Basilicata.

### Deportation von unerwünschten Personen
Darunter fällt die Deportation von Personen, die zwar keine Straftaten begangen haben, deren Verbleib vor Ort jedoch nicht erwünscht ist. Solche Deportationen wurden in unterschiedlichem Umfang praktisch von allen Diktaturen durchgeführt.

## Deportation von Personengruppen

### Deportationen aufgrund von Abkommen

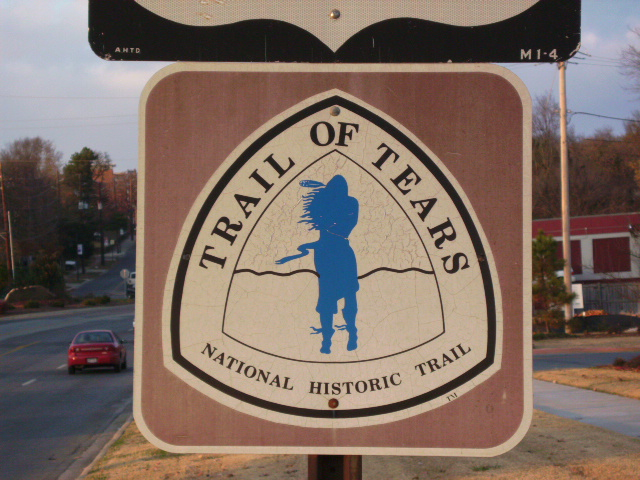
Trail of Tears National Historic Trail

Die Vertreibung und Deportation nordamerikanischer Ureinwohner („Indianer“) beruhte auf dem Indian Removal Act (Indianer-Umsiedlungsgesetz) von 1830 und den zu seiner Umsetzung geschlossenen Verträgen über Landabtretungen zwischen den Vereinigten Staaten von Amerika und einzelnen Indianerstämmen. Insbesondere die erzwungene Umsiedlung der Cherokee aus dem fruchtbaren südöstlichen Waldland der USA in das eher karge Indianerterritorium im heutigen Bundesstaat Oklahoma wird als Pfad der Tränen (engl. Trail of Tears) bezeichnet.
Ein weiteres Beispiel ist der Bevölkerungsaustausch zwischen Griechenland und der Türkei aufgrund des Vertrags von Lausanne vom 24. Juli 1923.
Im Juni 1939 wurde das deutsch-italienische Abkommen zur Umsiedlung der Südtiroler zwischen Deutschland und Italien geschlossen. Südtiroler, die sich nicht bis zum 31. Dezember 1939 für die Option der Umsiedlung entschieden, verloren den Schutz als Volksdeutsche. Die Interessen der Südtiroler wurden von Hitler zugunsten seiner Eroberungspläne geopfert, um den Stahlpakt zu festigen.
In dem Zusatz vom 28. September 1939 zum Deutsch-Sowjetischen Grenz- und Freundschaftsvertrag wurde nach der Aufteilung Polens der Austausch von Minderheiten zwischen Deutschland und der Sowjetunion vereinbart. Betroffen waren u. a. die volksdeutschen Gruppen: Baltendeutsche, Bessarabiendeutsche und Bukowinadeutsche und auf der sowjetischen Seite in Deutschland und dem deutsch besetzten Polen lebende Ukrainer und Weißrussen. Im Rahmen des Generalplan Ost wurde durch den Nahplan das Vorgehen zur Ansiedlung dieser Volksdeutschen im ehemaligen Polen festgelegt. Zuständig für die Vertreibung der ursprünglichen Einwohner war die Umwandererzentralstelle („Amt für Aussiedlung von Polen und Juden“), für die Verwertung des zurückgelassenen Vermögens die Haupttreuhandstelle Ost bzw. die „Treuhandstelle für das Generalgouvernement“ und für die Neuansiedlung der Volksdeutschen unter dem Propagandabegriff „Heim ins Reich“ die Volksdeutsche Mittelstelle.

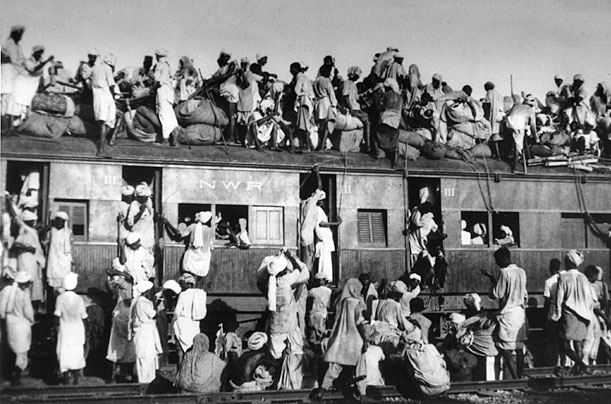
Überfüllter Flüchtlingszug nach der Teilung Indiens, Punjab 1947

Die größte Umsiedlung im staatlichen Konsens mit etwa 20 Millionen betroffenen Menschen war die Teilung Indiens. Im Rahmen der Unabhängigkeitsverhandlungen kam man überein, Umsiedlungen nach religiösen Gesichtspunkten vorzunehmen. Muslime sollten in das neu entstehende Pakistan und Hindus in den Staat Indien umsiedeln. Durch mangelhafte Vorbereitung, ungenügende Unterstützung und den mit der Umsiedlung verbundenen Ungerechtigkeiten, kam es zu Übergriffen, Unruhen, gewaltsamen Vertreibungen und Flucht, in deren Verlauf schätzungsweise bis zu einer Million Todesopfer zu beklagen waren.

### Deportationen aus wirtschaftlichen Gründen
Ein Beispiel für eine Deportation aus wirtschaftlichen Gründen sind die Highland Clearances in Schottland im 18. und 19. Jahrhundert. Pächter wurden im großen Stil von ihren Höfen vertrieben, um Platz für lukrativere Schaffarmen zu schaffen. Diese Umsiedlung war legal, wurde jedoch als ungerecht empfunden. Obwohl die Presse auf Seiten der Opfer stand, regte sich wenig politischer oder gar gewaltsamer Widerstand.

### Verbringung von Personengruppen zur Zwangsarbeit

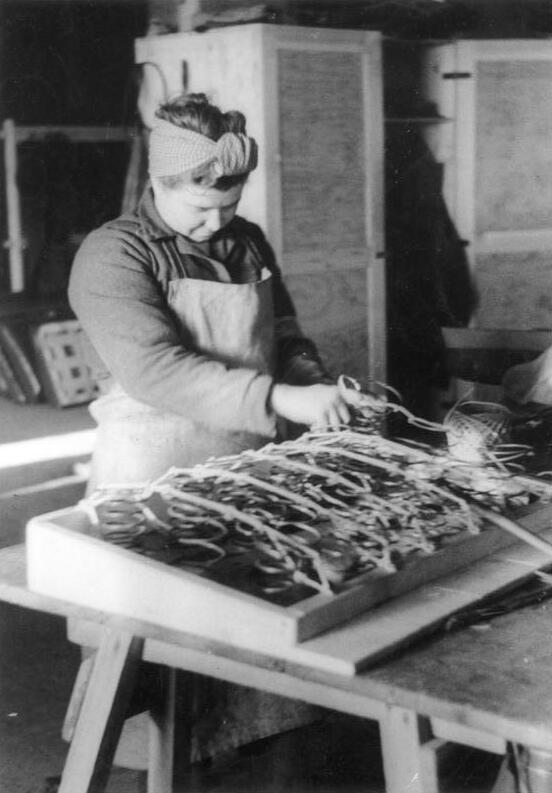
„Ostarbeiterin“ in Deutschland, Frühjahr 1945.

Schon während des Ersten Weltkriegs wurden Bewohner der vom Deutschen Reich besetzten Teile Frankreichs, Belgiens und Polens zur Zwangsarbeit verschleppt, siehe Zwangsarbeit im Ersten Weltkrieg.
Deportationen betrafen auch die Menschen, die während des Zweiten Weltkriegs zur Zwangsarbeit nach Deutschland verschleppt wurden („Ostarbeiter“).
Durch den sowjetischen Geheimdienst NKWD wurden ab Dezember 1944 Hunderttausende deutscher Zivilisten zur Zwangsarbeit in Lager (Gulag) der Sowjetunion deportiert, überwiegend Frauen. Davon waren zuerst die deutschen Minderheiten auf dem Balkan, die so genannten Volksdeutschen betroffen. Mit Erreichen des Reichsgebietes wurden die Deportationen im heutigen polnischen Staatsgebiet fortgesetzt und erst an der zukünftigen Oder-Neiße-Grenze gestoppt. Diese Zivildeportationen wurden auf der Konferenz von Jalta als so genannte reparations in kind von den Alliierten legitimiert. Etwa ein Drittel dieser Deportierten starb aufgrund der Haftbedingungen durch Hunger, Krankheiten und Kälte oder schon während der Transporte in Viehwaggons.
Schätzungsweise 1,7 bis 2 Millionen Menschen wurden in Kambodscha während der Zeit der Roten Khmer unter der am kommunistischen Mao-Regime orientierten Herrschaft Pol Pots aus politisch-ideologischen Gründen in Todeslager deportiert und dort umgebracht oder nach der Deportation zur Zwangsarbeit auf Reisfeldern ermordet.

### Deportationen als Sanktion
Die Deportation von Teilen der unterworfenen Bevölkerung war bereits in mittelassyrischer Zeit ein wichtiges Herrschaftselement, wie Rationenlisten belegen, und wurde in neuassyrischer Zeit verstärkt fortgeführt (siehe Zwangsumsiedlungen im Assyrischen Reich).
Bereits Salmanassar I. (Inschrift vom Aššurtempel in Aššur) berichtet, er habe 14.400 Gefangenen aus Hanilgabat nach Assur gebracht und geblendet. Sein Nachfolger Tukulti-Ninurta I. setzte zahlreiche Deportierte beim Bau seiner neuen Hauptstadt Kār-Tukulti-Ninurta ein, darunter Subaräer, Sutäer und Männer aus den Nairi-Ländern, Leute aus Katmuḫḫi, Alše, Purulumzi und Amadani. Aus den Rationenlisten lassen sich erschließen: 7300 Kassiten, 350 Subaräer, 200 Sutäer und 99 Bewohner von Nairi. Aus der Regierungszeit von Tiglat-pileser I. sind zahlreiche deportierte Kriegsgefangene aus Schubria, Nairi und Katmuhi bekannt. Sie wurden mit Gerste-Rationen versorgt. Ihr Einsatz unterstand genauer Aufsicht. Parpola schätzt, dass in neu-assyrischer Zeit insgesamt etwa 4,5 Millionen Menschen deportiert wurden.
Die Deportation der dänischen Polizisten in deutsche Konzentrationslager erfolgte 1944 im Zweiten Weltkrieg nach der Entwaffnung und Auflösung der dänischen Polizei (Operation Möwe). Dabei wurden 1960 inhaftierte Polizisten zunächst in das KZ Neuengamme und dann weiter in das KZ Buchenwald deportiert.

### Deportationen von politischen Gegnern
Viele Menschen, die Widerstand gegen die Nationalsozialisten und die Besetzung ihres Landes geleistet hatten, wurden nach dem Nacht-und-Nebel-Erlass vom 7. Dezember 1941 deportiert, soweit sie nicht an Ort und Stelle oder in ihrem Heimatland getötet wurden. Durch schlechte Transportbedingungen (z. B. Verweigerung von Wasser, Luftmangel etc.) starb in manchen Zügen ein großer Teil der Insassen bereits während des Transports (dieses war der NS-typische Begriff für die Deportation).
In der DDR wurden in den Jahren 1952 und 1961 im Zuge der „Aktion Ungeziefer“ bzw. „Aktion Kornblume“ zwischen 11.000 und 12.000 Menschen, die von den Staatsorganen als „politisch unzuverlässig“ eingestuft wurden, aus Ortschaften an der innerdeutschen Grenze zwangsweise in das Landesinnere umgesiedelt.

### Deportationen aus religiösen Gründen
In der Schweiz fanden bis in das 18. Jahrhundert auch Deportationen aus religiösen Gründen statt. Hier waren es die Mennoniten, die vor allem im Kanton Bern mit Hilfe von staatlichen Täuferkammern und Täuferjägern festgesetzt und ausgewiesen wurden mit dem Ziel das eigene Territorium täuferfrei zu machen. Im 20. Jahrhundert wurden zudem in der UdSSR eine hohe Anzahl von russlanddeutschen Mennoniten unter Stalin nach Sibirien deportiert, wo viele von ihnen Zwangsarbeit leisten mussten.

### Deportationen während des Nationalsozialismus

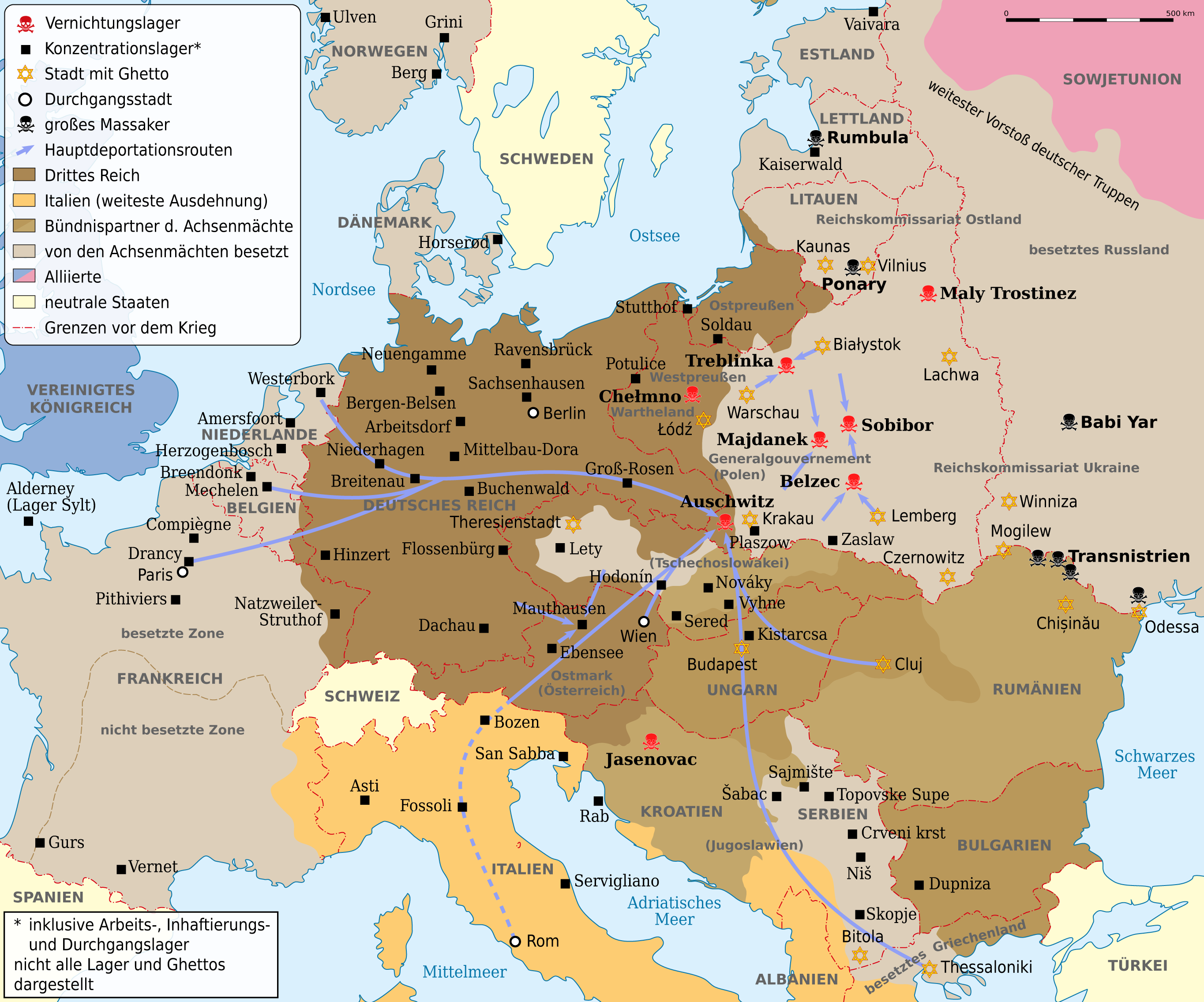
Karte der Arbeits- und Vernichtungslager im von Deutschland besetzten Europa um 1942

Nach der „forcierten Auswanderung“ und Judenvertreibung aus Deutschland war nach dem Angriff auf die Sowjetunion am 22. Juni 1941 die systematische Deportation und Ermordung aller europäischen Juden in Konzentrations- und Vernichtungslagern das Ziel des nationalsozialistischen Vernichtungskriegs.
Die Nationalsozialisten verschleppten mit rassehygienischen Begründungen sowohl die jüdischen Deutschen als auch die jüdischen Einwohner der von Deutschland im Zweiten Weltkrieg besetzten und kontrollierten Gebiete in West- und vor allem Osteuropa (darunter Belgien, Dänemark, Frankreich, Griechenland, Luxemburg, Niederlande, Norwegen, Polen und Ungarn).
Mit der so genannten Polenaktion Ende Oktober 1938 wurden auf Anweisung Heinrich Himmlers mindestens 17.000 im Deutschen Reich lebende, aus Polen eingewanderten Juden verhaftet, ausgewiesen und in Zügen an die polnische Grenze gebracht. Die Abschiebung dorthin erfolgte gewaltsam und kam für die Betroffenen völlig überraschend. Es folgte der Nisko-Plan, in dessen Rahmen ab dem 9. Oktober 1939 ca. 3.000 Menschen aus Wien und Umgebung deportiert wurden. Als im April 1940 das Lager aufgelöst wurde, wurden 501 Juden zurück nach Österreich, Ostrava in Tschechien oder das polnische Kattowitz geschickt. Am 22. Oktober 1940 folgte auf die Niederlage Frankreichs in der sog. Wagner-Bürckel-Aktion die systematische Deportation von fast allen jüdischen Einwohnern aus dem badischen Reichsteil  in das  südfranzösische Internierungslager Camp de Gurs. 1942 wurden Überlebende dieser Transporte von dort in das Vernichtungslager Auschwitz deportiert.
Zwischen Oktober 1941 und März 1943 erfolgte zunächst die sog. Evakuierung in Ghettos, z. B. nach Warschau, Litzmannstadt (Łódź), Minsk und Wilna (Vilnius). Von dort wurden die Menschen in gesonderten Transporten in Konzentrations- und Vernichtungslager verbracht, um sie dort im Zuge der sog. Endlösung der Judenfrage planmäßig zu ermorden.
Ebenso wurden Roma, vor allem Sinti, in das Zigeunerlager Auschwitz, einen Abschnitt des Vernichtungslagers Auschwitz-Birkenau, deportiert, wo sie dem Porajmos zum Opfer fielen. Des Weiteren wurden vornehmlich „Ostarbeiter“ zur Zwangsarbeit nach Deutschland deportiert.

## „Deportation“ als politischer Begriff
Das Netzwerk „kein mensch ist illegal“ machte sich in einer Kampagne im Jahr 1999 die englische Übersetzung für Abschiebung, deportation, zunutze und protestierte unter dem Kampfbegriff „deportation-class“ gegen Beteiligung von Fluggesellschaften, insbesondere der deutschen Lufthansa, an staatlichen Abschiebungen. Die Lufthansa betonte dagegen, dass die Durchführung einer Abschiebung nach einem rechtsstaatlichen Verfahren erfolge, und wehrte sich auf dem Rechtswege dagegen, mit dem Begriff „Deportation“ in Verbindung gebracht zu werden, der unter anderem auch für Verbrechen des Nationalsozialismus stehe.
Die Neue Rechte verwendet für Deportationen vielfach den euphemisierenden Tarnbegriff „Remigration“.

## Geschichte der Deportationen
Deportationen von Personengruppen, verstanden als „Zwangsmigrationen“, fanden bereits seit dem Altertum statt. Besonders bedeutend für die Geschichte der massenhaften staatlichen Deportationen waren die Zwangsumsiedlungen im Assyrischen Reich. Im Assyrischen Reich wurden wohl erstmals in der Menschheitsgeschichte Millionen von Menschen deportiert, um die Macht der assyrischen Könige zu sichern. Dabei wurden die Umsiedlungen nicht nur als Sanktion und zur Vorbeugung von Rebellionen durchgeführt, sondern auch, um Gebiete neu landwirtschaftlich zu erschließen. Die Juden wurden beispielsweise 734/33 v. Chr. und 721 v. Chr. von den Assyrern in das nördliche Mesopotamien deportiert und in der Weite des Landes zerstreut. Später erfolgte das Babylonische Exil von 597 bis 539 v. Chr.
Ab dem 16. Jahrhundert führte der atlantische Sklavenhandel zu Zwangsmigrationen von Millionen von Schwarzafrikanern nach Nord- und Südamerika. Francis Bacon formulierte im 17. Jahrhundert erstmals ablehnende Gedanken gegenüber der gängigen Praxis, Sträflinge in Kolonien zu deportieren.
Im Livländischen Krieg ab 1558 wurden die Bewohner baltischer Städte zwangsumgesiedelt. Die vor allem in Wladimir, Nischni Nowgorod und Moskau angesiedelten Deportierten dienten als eine Art Faustpfand für den Gehorsam der eroberten baltischen Gebiete. Seit 1700 wurden im Russischen Kaiserreich Verurteilte und missliebige Personen nach Sibirien verbannt, deren Zahl stetig anstieg und schließlich auch systematisch betrieben wurde (Katorga).
Nationalitätenkonflikte im Zeitalter des Nationalismus verschärften die Problematik und gaben gehäufte Anlässe für Deportationen von Minderheiten. Zwischen 1863 und 1880 kam es zu Massendeportationen von Polen nach Sibirien. Das war die Folge der polnischen Aufstände, die 1863 in dem Januaraufstand gipfelten. Unter der Herrschaft Stalins fanden mehrere Ethnische Deportationen in der UdSSR statt.

## Gedenken
- Denkmal für die ermordeten Juden Europas, Berlin, 2005
- La Fondation pour la Mémoire de la Déportation (1990; deutsch: Stiftung für das Erinnern an die Deportation)
- Mémorial de la Shoah, Paris, 2005
- Mémorial des Martyrs de la Déportation (1962; deutsch: Denkmal für die Märtyrer der Deportation), Gedenkstätte auf der Île de la Cité in Paris
- Staatliches Museum Auschwitz-Birkenau, Oświęcim (in Südpolen), 1947
- Sonderzüge in den Tod, 2006–2015 (Ausstellung in Bahnhöfen)
- Dokumentationszentrum Holokauszt Emlékközpont, Budapest, 2004
- Musée de la Résistance et de la Déportation